# Ufficio dell'Irlanda del Nord
L'Ufficio dell'Irlanda del Nord (NIO, in inglese Northern Ireland Office, in irlandese Oifig Thuaisceart Éireann) è un dipartimento esecutivo del governo del Regno Unito, le sue competenze si combinano con quelle del Ministero della giustizia.
L'ufficio è diretto dal Segretario di Stato per l'Irlanda del Nord (Secretary of State for Northern Ireland).

## Funzioni
Le competenze del NIO sono "mantenere e supportare" i termini di devoluzione risultanti dall'Accordo del Venerdì Santo (1998) e dall'Accordo di St. Andrews (2006), nonché il buon funzionamento della giustizia penale (da parte del Dipartimento di Giustizia dell'Irlanda del Nord) e la politica dell'Assemblea dell'Irlanda del Nord.
Il dipartimento ha responsabilità per:
- la legge elettorale
- i diritti umani e l'uguaglianza
- la sicurezza civile nell'Irlanda del Nord
- l'approccio del governo britannico all'eredità lasciata dal Conflitto nordirlandese

## Storia
Prima della partizione, l'Irlanda era governata attraverso la Dublin Castle administration e l'Home Office era anche responsabile degli affari irlandesi. Dal 1924 al 1972, gli affari dell'Irlanda del Nord vennero gestiti da l'Home Office dell'Irlanda del Nord. Nell'agosto 1969, ad esempio, il segretario di stato per gli affari interni James Callaghan approvò l'invio di soldati del British Army nell'Irlanda del Nord.
Con l'aggravarsi dei problemi, il governo del Regno Unito fu sempre più preoccupato che il governo dell'Irlanda del Nord (Stormont) potesse perdere il controllo della situazione. Il 24 marzo 1972, venne annunciata l'introduzione della Direct rule di Westminster. Essa entrò in vigore il 30 marzo 1972.
La formazione dell'Ufficio mise l'Irlanda del Nord allo stesso livello della Scozia e del Galles, dove l'Ufficio per la Scozia e l'Ufficio per il Galles furono istituiti rispettivamente nel 1885 e nel 1965. L'ufficio assunse poteri di polizia e giustizia devoluti da parte dell'Home Office. I ministri junir di questo dipartimento vennero posti a capo di altri dipartimenti della pubblica amministrazione dell'Irlanda del Nord.
La Direct rule fu vista come una misura temporanea, come una devoluzione condivisa del potere, preferita come soluzione. In base ai Provvedimenti temporanei dell'Irlanda del Nord del 1972, il Segretario di Stato per l'Irlanda del Nord ha sostituito il Governatore dell'Irlanda del Nord e la Direct rule è stata mantenuta annualmente con un voto del Parlamento.
L’Accordo di Sunningdale del 1973 ebbe come risultato un breve scambio di poteri con l'Esecutivo dell'Irlanda del Nord, che si concluse con lo sciopero del Consiglio dei lavoratori dell'Ulster il 28 maggio 1974. La Convenzione costituzionale dell'Irlanda del Nord (1975-1976) e l'Assemblea dell'Irlanda del Nord (1982-1986) non ebbero successo nel ripristinare il governo decentrato. Dopo l’Accordo anglo-irlandese del 15 novembre 1985, il governo del Regno Unito e il governo irlandese hanno cooperato più strettamente in materia di sicurezza e questioni politiche.
In seguito all'Accordo di Belfast (noto anche come Accordo del Venerdì Santo) del 10 dicembre 1998, il 2 dicembre 1999 fu ristabilita la devoluzione in Irlanda del Nord. L'Esecutivo dell'Irlanda del Nord è stato sospeso il 15 ottobre 2002 e l'amministrazione diretta è stata reintegrata fino a quando il decentramento non è stato ripristinato l'8 maggio 2007.
Il decentramento dei poteri di polizia e giustizia del 12 aprile 2010 ha trasferito molte delle precedenti responsabilità del NIO all'Assemblea dell'Irlanda del Nord e al suo governo decentrato, l'Esecutivo dell'Irlanda del Nord. Il Dipartimento di giustizia è ora responsabile di tali questioni. Questo trasferimento di potere ha portato all'istituzione di un Ufficio per l'Irlanda del Nord più piccolo, paragonabile all'Ufficio per la Scozia e all'Ufficio per il Galles.